# イオン滝川店
イオン滝川店（イオンたきかわてん）は北海道滝川市東町に所在するイオン北海道運営の総合スーパー（GMS）である。

## 概要
滝川市街から離れた国道38号（芦別国道）沿線に存在している。建物は地上1階建て。
前身はダイエーで、2005年以降ダイエーの日本最北端の店舗であった（後述）が、2015年9月1日にイオン北海道に営業権が承継され、現名称になった。

### ハイパーマート滝川店 → ダイエー滝川店時代
ダイエーは元々、1982年2月に同市の滝川駅から離れた西町二丁目での出店を決めていたが、ダイエーが希望していた売場面積が滝川商工会議所で承認されない状態であった。不満であったダイエーは五条申請を行い再考を求めたものの、再度下された結審は三条申請通りで売場面積は滝川商工会議所が提示した売場面積となった。
その頃、駅前では再開発ビルの「北海道滝川ビル」の建設が決定し、核テナントとして西友が決定していた。しかし、ダイエーと深い関わりを持つディベロッパー会社「高雄ビル」がビル建設建設予定地の土地を収得したため、地元組合が土地の返還を求めていたが返還に応じず、建設着工が難航し西友が出店を撤回していた。こうして、ダイエーが地元組合と再開発ビルの核テナントとして出店の交渉にこぎつけた。仮に出店が決定した場合、ダイエーは当初出店を計画していた西町の土地を滝川市が買収することを要求していた。
ところが数か月後、高雄ビル側が、ビル完成後の代表権と株式51%をダイエー側に譲り渡す条件を地元組合に提示したため、地元組合側が反発しダイエーの出店は破談となった。その後、一度は出店を撤回していた西友が核テナントとして出店することが決定し、数年後にビル内に西友滝川店を開店したが、2003年8月31日で閉店した。
結果、西町にはダイエーは出店することなく1996年に東町での出店が決まった。開業当初はダイエーハイパーマートとして開業したが、2002年9月1日にダイエーに業態転換した。店番号は0707。店舗は長らくダイエーが所有していたが、負債圧縮のため売却し、賃借に切り替えた。
2005年までダイエー最北端の店舗であった旭川店が閉店して以降は、日本最北端のダイエー店舗となった。当店開店以降、北海道内に他のダイエー店舗の出店は約13年間なかったが、2009年に北海道最後の新規出店となったダイエー札幌円山店（マルヤマクラス内）が開店している（当店と同じく2015年9月1日に譲渡されるが、譲渡先はマックスバリュ北海道で店舗名も「マックスバリュマルヤマクラス店」となる）。

## フロアとテナント

### フロア概要
核店舗のイオン滝川店と26の専門店で構成される。
| 階  | フロア概要                       |
| --- | -------------------------------- |
| 1階 | 直営売場・専門店街・フードコート |

### 主なテナント
- ケンタッキーフライドチキン（チキン）
- ヴィクトリア（ステーキ・ハンバーグ）
- ミスタードーナツ（ドーナツ）
- ハニーズ（ファミリー）
- マックハウス（ジーニング）
- セリア（100円ショップ）
- Yモバイル（携帯電話）
- ゲームステーション・パロ（アミューズメント）

※テナント情報は2022年5月時点
出店テナント全店の一覧詳細情報は公式サイト「専門店・フロアマップ」を、営業時間およびATMを設置している金融機関の詳細は公式サイトを参照。

## アクセス

### 鉄道
- JR函館本線・根室本線 - 滝川駅から徒歩で約40分

### 路線バス
- 北海道中央バス滝川市内線「イオン滝川店前」下車。
- 北海道中央バス滝芦線「東町」下車。

### 自動車
- 道央自動車道 - 滝川ICより約5分